# Antona mutata
Antona mutata là một loài bướm đêm thuộc phân họ Arctiinae, họ Erebidae.